# Safari Rally 2001
De Safari Rally 2001, formeel 49th Safari Rally Kenya, was de 49e editie van de Safari Rally en de achtste ronde van het wereldkampioenschap rally in 2001. Het was de 342e rally in het wereldkampioenschap rally die georganiseerd wordt door de Fédération Internationale de l'Automobile (FIA). De start en finish was in Nairobi.

## Verslag
Het evenement zag weer karakteristiek weinig deelnemers aan de finish komen, waar ook een groot deel van de fabrieksrijders het moesten ontgelden. Tommi Mäkinen reed in tegenstelling tot zijn concurrenten echter een nagenoeg probleemloze rally, en schreef een derde overwinning van het seizoen op naam en veroverde daarmee wederom de koppositie in het kampioenschap. Dit bewees Mitsubishi's laatste WK-rally overwinning te zijn. Harri Rovanperä bleef wederom als enige Peugeot-rijder grotendeels uit de problemen en eindigde op afstand als tweede, terwijl Armin Schwarz op plaats drie geschiedenis schreef met een eerste podium resultaat in het WK voor Škoda.

## Programma
| Etappe | Datum            | Klassementsproeven | Competitieve afstand |
| ------ | ---------------- | ------------------ | -------------------- |
| 1      | Vrijdag 20 juli  | 4                  | 351,76 kilometer     |
| 2      | Zaterdag 21 juli | 5                  | 426,25 kilometer     |
| 3      | Zondag 22 juli   | 4                  | 351,76 kilometer     |
|        |                  |                    |                      |
| Totaal | Totaal           | 13                 | 1129,76 kilometer    |

## Resultaten
| Algemene top tien | Algemene top tien | Algemene top tien  | Algemene top tien            | Algemene top tien | Algemene top tien | Algemene top tien | Algemene top tien |
| Pos.              | #                 | Rijder             | Auto                         | Gr/kl             | Tijd              | Eerste            | Punten            |
| Pos.              | #                 | Navigator          | Inschrijving                 | C                 | Straftijd         | Vorige            | Punten            |
| ----------------- | ----------------- | ------------------ | ---------------------------- | ----------------- | ----------------- | ----------------- | ----------------- |
| 1.                | 7                 | Tommi Mäkinen      | Mitsubishi Lancer Evo 6.5    | A8                | 8:58:37,0         | 0:00              | 10                |
| 1.                | 7                 | Risto Mannisenmäki | Marlboro Mitsubishi Ralliart | C                 | 0:10              | =                 | 10                |
| 2.                | 16                | Harri Rovanperä    | Peugeot 206 WRC              | A8                | 9:11:14,0         | + 12:37,0         | 6                 |
| 2.                | 16                | Risto Pietiläinen  | Peugeot Total                | A8                |                   | + 12:37,0         | 6                 |
| 3.                | 11                | Armin Schwarz      | Škoda Octavia WRC Evo 2      | A8                | 9:16:12,0         | + 17:35,0         | 4                 |
| 3.                | 11                | Manfred Hiemer     | Škoda Motorsport             | C                 | 0:10              | + 4:58,0          | 4                 |
| 4.                | 17                | François Delecour  | Ford Focus RS WRC 01         | A8                | 9:19:13,0         | + 20:36,0         | 3                 |
| 4.                | 17                | Daniel Grataloup   | Ford Motor Co Ltd.           | A8                | 1:40              | + 3:01,0          | 3                 |
| 5.                | 8                 | Freddy Loix        | Mitsubishi Carisma GT Evo VI | A8                | 10:42:39,0        | + 1:44:02,0       | 2                 |
| 5.                | 8                 | Sven Smeets        | Marlboro Mitsubishi Ralliart | C                 | 4:00              | + 1:23:26,0       | 2                 |
| 6.                | 22                | Gabriel Pozzo      | Mitsubishi Lancer Evo VI     | N4                | 11:05:23,0        | + 2:06:46,0       | 1                 |
| 6.                | 22                | Daniel Stillo      | Gabriel Pozzo                | N4                | 3:00              | + 24:44,0         | 1                 |
| 7.                | 24                | Marcos Ligato      | Mitsubishi Lancer Evo VI     | N4                | 11:06:47,0        | + 2:08:10,0       |                   |
| 7.                | 24                | Rubén García       | Marcos Ligato                | N4                | 2:30              | + 1:24,0          |                   |
| 8.                | 26                | Rory Green         | Subaru Impreza 555           | A8                | 11:54:33,0        | + 2:55:56,0       |                   |
| 8.                | 26                | Orson Taylor       | Rory Green                   | A8                | 10:30             | + 47:46,0         |                   |
| 9.                | 31                | Azar Anwar         | Mitsubishi Lancer Evo VI     | N4                | 12:12:30,0        | + 3:13:53,0       |                   |
| 9.                | 31                | Tom Muriuki        | Azar Anwar                   | N4                | 1:20              | + 17:57,0         |                   |
| 10.               | 33                | Rudi Stohl         | Mitsubishi Lancer Evo VI     | N4                | 13:39:40,0        | + 4:41:03,0       |                   |
| 10.               | 33                | Peter Müller       | Rudolph Stohl                | N4                | 7:30              | + 1:27:10,0       |                   |
| DNF top tien      |                   |                    |                              |                   |                   |                   |                   |
| Pos.              | #                 | Rijder             | Auto                         | Gr/kl             | CS                | Reden             | Reden             |
| Pos.              | #                 | Navigator          | Inschrijving                 | C                 | CS                | Reden             | Reden             |
| DNF               | 1                 | Marcus Grönholm    | Peugeot 206 WRC              | A8                | 4                 | Wielophanging     | Wielophanging     |
| DNF               | 1                 | Timo Rautiainen    | Peugeot Total                | C                 | 4                 | Wielophanging     | Wielophanging     |
| DNF               | 2                 | Didier Auriol      | Peugeot 206 WRC              | A8                | 4                 | Ongeluk           | Ongeluk           |
| DNF               | 2                 | Denis Giraudet     | Peugeot Total                | C                 | 4                 | Ongeluk           | Ongeluk           |
| DNF               | 3                 | Carlos Sainz       | Ford Focus RS WRC 01         | A                 | 5                 | Motor             | Motor             |
| DNF               | 3                 | Luís Moya          | Ford Motor Co Ltd.           | 8                 | 5                 | Motor             | Motor             |
| DNF               | 4                 | Colin McRae        | Ford Focus RS WRC 01         | A8                | 3                 | Koppeling         | Koppeling         |
| DNF               | 4                 | Nicky Grist        | Ford Motor Co Ltd.           | C                 | 3                 | Koppeling         | Koppeling         |
| DNF               | 5                 | Richard Burns      | Subaru Impreza S7 WRC 01     | A8                | 1                 | Wielophanging     | Wielophanging     |
| DNF               | 5                 | Robert Reid        | Subaru World Rally Team      | C                 | 1                 | Wielophanging     | Wielophanging     |
| DNF               | 6                 | Petter Solberg     | Subaru Impreza S7 WRC 01     | A8                | 10                | Wiel afgebroken   | Wiel afgebroken   |
| DNF               | 6                 | Phil Mills         | Subaru World Rally Team      | C                 | 10                | Wiel afgebroken   | Wiel afgebroken   |
| DNF               | 12                | Bruno Thiry        | Škoda Octavia WRC Evo 2      | A8                | 13                | Ongeluk           | Ongeluk           |
| DNF               | 12                | Stéphane Prévot    | Škoda Motorsport             | C                 | 13                | Ongeluk           | Ongeluk           |
| DNF               | 19                | Toshi Arai         | Subaru Impreza S7 WRC 01     | A8                | 4                 | Wielophanging     | Wielophanging     |
| DNF               | 19                | Glenn MacNeall     | Subaru World Rally Team      | A8                | 4                 | Wielophanging     | Wielophanging     |
| DNF               | 20                | Frédéric Dor       | Subaru Impreza S7 WRC 01     | A8                | 6                 | Wielophanging     | Wielophanging     |
| DNF               | 20                | Didier Breton      | F. Dor Rally Team            | A8                | 6                 | Wielophanging     | Wielophanging     |
| DNF               | 21                | Roman Kresta       | Škoda Octavia WRC Evo 2      | A8                | 3                 | Wiel              | Wiel              |
| DNF               | 21                | Jan Tománek        | Škoda Motorsport             | A8                | 3                 | Wiel              | Wiel              |

| PWRC top drie | PWRC top drie | PWRC top drie |
| Pos.          | Rijder        | Pnt.          |
| ------------- | ------------- | ------------- |
| 1             | Gabriel Pozzo | 10            |
| 2             | Marcos Ligato | 6             |
| 3             | Azar Anwar    | 4             |

## Statistieken

#### Competitieve secties
| Etappe | Datum   | CS | Starttijd | Naam         | Lengte    | Snelste rijder    | Tijd          | Gem. snelheid | Rallyleider   |
| ------ | ------- | -- | --------- | ------------ | --------- | ----------------- | ------------- | ------------- | ------------- |
| 1      | 20 juli | 1  | 10:20     | Oltepesi 1   | 117,46 km | Armin Schwarz     | 55:05,0       | 127,94 km/u   | Armin Schwarz |
| 1      | 20 juli | 2  | 12:28     | Kajiado 1    | 49,95 km  | Tommi Mäkinen     | 24:06,0       | 124,36 km/u   | Tommi Mäkinen |
| 1      | 20 juli | 3  | 14:32     | Orien 1      | 112,52 km | Carlos Sainz      | 48:40,0       | 138,72 km/u   | Tommi Mäkinen |
| 1      | 20 juli | 4  | 16:41     | Maili Tisa 1 | 71,83 km  | Carlos Sainz      | 35:42,0       | 120,72 km/u   | Tommi Mäkinen |
|        |         |    |           |              |           |                   |               |               | Tommi Mäkinen |
| 2      | 21 juli | 5  | 7:00      | Marigat      | 124,48 km | Petter Solberg    | 1:00:05,0     | 124,31 km/u   | Tommi Mäkinen |
| 2      | 21 juli | 6  | 9:10      | Mbaruk 1     | 84,58 km  | Tommi Mäkinen     | 46:23,0       | 109,41 km/u   | Tommi Mäkinen |
| 2      | 21 juli | 7  | 11:51     | Nyaru        | 72,37 km  | Petter Solberg    | 41:16,0       | 105,22 km/u   | Tommi Mäkinen |
| 2      | 21 juli | 8  | 14:50     | Marigat      | 60,23 km  | Petter Solberg    | 27:27,0       | 131,65 km/u   | Tommi Mäkinen |
| 2      | 21 juli | 9  | 16:39     | Mbaruk 2     | 84,58 km  | Tommi Mäkinen     | 45:40,0       | 111,13 km/u   | Tommi Mäkinen |
|        |         |    |           |              |           |                   |               |               | Tommi Mäkinen |
| 3      | 22 juli | 10 | 6:40      | Oltepesi 2   | 117,46 km | Tommi Mäkinen     | 1:01:02,0     | 115,47 km/u   | Tommi Mäkinen |
| 3      | 22 juli | 11 | 8:48      | Kajiado 2    | 49,95 km  | Neutralisatie     | Neutralisatie | Neutralisatie | Tommi Mäkinen |
| 3      | 22 juli | 12 | 10:47     | Orien 2      | 112,52 km | François Delecour | 50:09,0       | 134,62 km/u   | Tommi Mäkinen |
| 3      | 22 juli | 13 | 12:56     | Maili Tisa 2 | 71,83 km  | François Delecour | 38:08,0       | 113,02 km/u   | Tommi Mäkinen |

| CS overwinningen  | CS overwinningen |
| Rijder            | Aantal           |
| ----------------- | ---------------- |
| Tommi Mäkinen     | 4                |
| Petter Solberg    | 3                |
| François Delecour | 2                |
| Carlos Sainz      | 2                |
| Armin Schwarz     | 1                |

## Kampioenschap standen

#### Rijders
|   | Pos. | Rijder          | Pnt. |
| - | ---- | --------------- | ---- |
| 1 | 1    | Tommi Mäkinen   | 40   |
| 1 | 2    | Colin McRae     | 30   |
| = | 3    | Carlos Sainz    | 26   |
| 1 | 4    | Harri Rovanperä | 20   |
| 1 | 5    | Richard Burns   | 15   |

#### Constructeurs
|   | Pos. | Constructeur                 | Pnt. |
| - | ---- | ---------------------------- | ---- |
| 1 | 1    | Marlboro Mitsubishi Ralliart | 66   |
| 1 | 2    | Ford Motor Co Ltd.           | 60   |
| = | 3    | Subaru World Rally Team      | 28   |
| = | 4    | Peugeot Total                | 26   |
| = | 5    | Škoda Motorsport             | 15   |

- Noot: Enkel de top 5-posities worden in beide standen weergegeven.